# Tony Gregory (Musiker)
Tony Gregory (* 21. Juni 1946) ist ein jamaikanischer Musiker, R&B-, Soul- und Reggae-Produzent sowie Komponist.

## Leben
Gregory besuchte bis 1954 die Alpha Boys School und erhielt ein Stipendium für die Ausbildung im Kirchenchor der St George’s Cathedral in Kingston unter der Leitung von Healey Willan. 1957 gewann er den ersten Preis in Vere Johns’ legendärer Radio-Talentshow bei Radio Jamaica RJR 94 FM. Seine Karriere als Profimusiker begann 1958 als Mitglied der Big Band von Bertie King, 1960 wurde er für drei Jahre Leadsänger der Formation Byron Lee and the Dragonaires.
Mit Interpreten wie The Drifters, Chuck Jackson, Dionne Warwick, Ray Charles und Sammy Davis Jr. tourte er durch Zentralamerika, die Vereinigten Staaten, Kanada, die Bahamas und das Vereinigte Königreich. Gunter „Yogi“ Lauke holte ihn nach Deutschland in sein 1972 gegründetes Gesangsensemble Family Tree, in dem er bis zur Auflösung 1975 sang. 1976 gründete er in Deutschland das Label TeeGee Songs.
In den frühen 1990er Jahren heiratete er die in Minervino Murge geborene Italienerin Nina Tarallo und ging mit ihr zurück nach Jamaika, wo er das Label Sunland Music und die Veranstaltungsagentur Gregory Entertainment Limited gründete. Er beschäftigte sich auch mit der Kontrolle der Einhaltung von Urheberrechten einheimischer und internationaler Komponisten. Heute (2014) betreibt er in Saint Ann’s Bay das Label TarGre Music Production und lebt in Higgin Town, Saint Ann Parish. In den letzten Jahren wurde er auch als Musiker wieder aktiv.

## Diskografie (Auswahl)
(ohne Bandveröffentlichungen)
Alben
- 1968: Sings (Coxsone Records)
- 1973: Tony Gregory (RCA Victor)
- 1986: Comin' On Strong (Frontline)
- 2014: Seasons (TarGre)

Singles
- 1965: My Darling (Split-Single mit The Skatalites; Studio One)
- 1966: Baby Come On Home / Marie Elena (A-Seite zusammen mit The Soulettes; Doctor Bird)
- 1967: Only A Fool / Pure Soul (Coxsone Records)
- 1967: I Sit By The Shore (Split-Single mit Lloyd Charmers (Lloyd Tyrell), Coxsone Records)
- 1971: Bouncing All Over The World / Tell Me (Horse)
- 1972?: I Lost My Love (Split-Single mit The New Establishment; Studio One)
- 1972: Who Turned The World Around? / I Love You So (Horse)
- 1976: Dance On / Hey Sun (Contempo / Forward Records)
- 1978: Some Sweet Day / I'm Gonna Break You Down (Dynamic Sounds Studios)
- 1978: Some Sweet Day / You Lift Me From The (Tee Gee Sounds)
- 1982: Gispy Girl / I Need You Now (Sonic Sounds)
- 1986: For Love Of You / Love Coming On Strong (Frontline)
- 2013: Sugar Cane (Split-Single mit The Soul Brothers; Coxsone Records)